# Handball Club Herstal/Trooz
Le Handball Club Herstal-Trooz était un club de handball situé Herstal et à Trooz. Fondé en 2004, le club disparait en 2019. 
Porteur du matricule 585, il était affilié à la LFH.

## Histoire
À la suite de la disparation du matricule 86 de la JS Athnée Montegnée en 2003. D'anciens membre du défunt club choisissent de refonder le club, le SCAM 04 pour Sporting Club Athénée de Montegnée 2004.  Le SCAM était, en fait, l'ancien nom de la JS Athénée de Montegnée avant sa fusion en 1986 avec son voisin de la JS Grâce-Hollogne. Le tout nouveau club hérite du matricule 585. 
À l'aube de la saison 2009/2010, le club se renomme HC Grâce-Hollogne. La formation évoluait alors en D1 LFH. Le club n'a jamais vraiment eu de grands résultats sportifs en équipe sénior puisque le club privilégiait plus son école de jeunes que les résultats en catégories adultes. La seule montée fut celle de l'équipe masculine de promotion en D1 LFH. Par contre, les équipes de jeunes ont remporté cinq titres URBH.
En 2013, le VOO HC Herstal-Flémalle ROC, relégué en Division 2, au bord de la faillite, absorbe les équipes de jeunes du HC Grâce-Hollogne, et ce, afin d'espérer avoir un avenir dans le handball belge, le club de la commune de Grâce-Hollogne, le HC Grâce-Hollogne est alors absorbé par le matricule 006 et devient le VOO RHC Grâce-Hollogne/Ans.
La direction du HC Grâce-Hollogne, le matricule 585, se retrouve sans équipe et est remplacé dans sa commune par le VOO RHC Grâce-Hollogne/Ans, la direction décide de revendre son matricule au HC Trooz, la direction du club troozien décide de déménager et de s'installer à Herstal, en devenant le HC Herstal-Trooz.

### Depuis 2012: HC Herstal/Trooz
Pour sa deuxième saison, le club joue avec une équipe en D1 LFH et en Promotion Liège, le club avait inscrit une équipe de cadets mais décide d'annuler cette équipe avant le début du championnat. Au terme de la saison 2013-2014, le HC Herstal-Trooz voit son équipe de D1 LFH relégué en Promotion.
Au terme de la saison 2017-2018 le club réintègre la D1 LFH et termine le championnat à la quatrième place.

## Comité
- Président : Norbert Sools
- Secrétaire : Nicolas Sools
- Trésorier : Thomas Brundseaux